# Al-Zahra
Al-Zahra, en arabe : الزهراء, est une municipalité du gouvernorat de Gaza en Palestine, au sud de la ville de Gaza et au nord de la rivière Bésor. Selon le recensement du bureau central palestinien des statistiques, la localité compte une population de 5 338 habitants en 2017.